# Saint-Gaudent
Saint-Gaudent település Franciaországban, Vienne megyében. Lakosainak száma 312 fő (2022. január 1.). Saint-Gaudent Saint-Pierre-d’Exideuil, Civray, Genouillé, Lizant, Voulême és Val-de-Comporté községekkel határos.

## Népesség
A település népessége az elmúlt években az alábbi módon változott:
| Lakosok száma | 301  | 307  | 315  | 310  | 311  | 313  | 313  | 312  | 312  |
|               | 2013 | 2015 | 2016 | 2017 | 2018 | 2019 | 2020 | 2021 | 2022 |